# Frans Michael Franzén
Frans Michael Franzén (nascido em 9 de fevereiro de 1772 em Oulu, na Finlândia - falecido em 14 de agosto de 1847 na paróquia Säbrå socken, Härnösand, na Suécia) foi um poeta da Finlândia e da Suécia. Foi membro da Academia Sueca de 1808 e seu secretário permanente 1824-1834, e membro do comitê de hinário (psalmbokskommittén) 1811-1819. Franzen foi vigário em Kumla, então Klara Igreja, e Bispo de Härnösand de 1834.

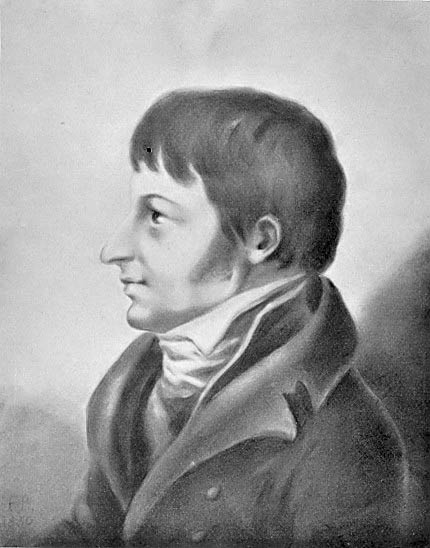
Frans Michael Franzén. Retrato de Fredrika Bremer.

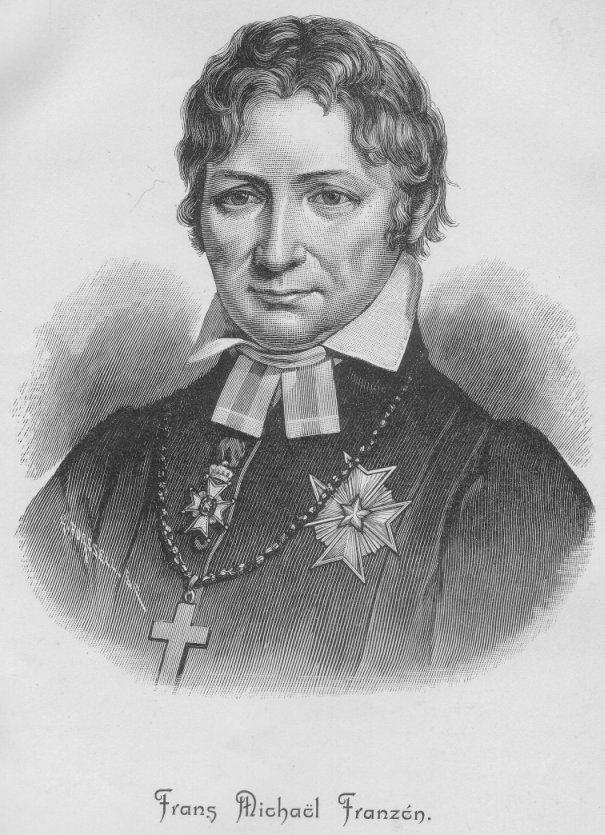
Gravura de G Fahlcrantz.

## Litteratura
- Spjut, Einar Frans Michael Franzén , Upsália, 1925.
- Frans Michaël Franzéns samlade dikter, 7 band, 1867-1869, inklusive en levnadsbeskrivning, digitaliserade av Projekt Runeberg
- Grafström, Erik (1949). Frans Michael Franzén. Några genealogiska uppgifter om hans släkt. (60 sidor).
- Wiig, Arne Frans Michael Franzén Myten och Människan. Franzénsällskapets skriftserie II. Hernosândia 2006.
- Encyclopaedia Britannica (1896). Vol IX. Franzén.
- Britannica (1993). Franzén.
- Svenska Män och Kvinnor (1944). Alb Bonniers Förlag. Franzén.
- Svensk Uppslagsbok (1949). Franzén.
- Nordisk Familjebok (1908). Franzén.
- Nordisk Familjebok (1959). 8:e bandet. Franzén.
- Svenskt Biografiskt Lexikon (1966). Norstedt & Söner. Franzén, 13 sidor.
- Nationalencyklopedin (1991). Franzén.
- "1809". Livrustkammaren (2009). 435 sidor. ISSN 0024-5372. Sid. 89-90, 97-99.
- Ek, S (1916) Franzéns Åbodiktning.
- Lundström, G. (1847) Frans Michael Franzén: Liv och diktning under Kumlatiden.
- Lundström, G. (1948) Frans Michael Franzén: Dikter, psalmer och brev.